# Leonardo Ciampa

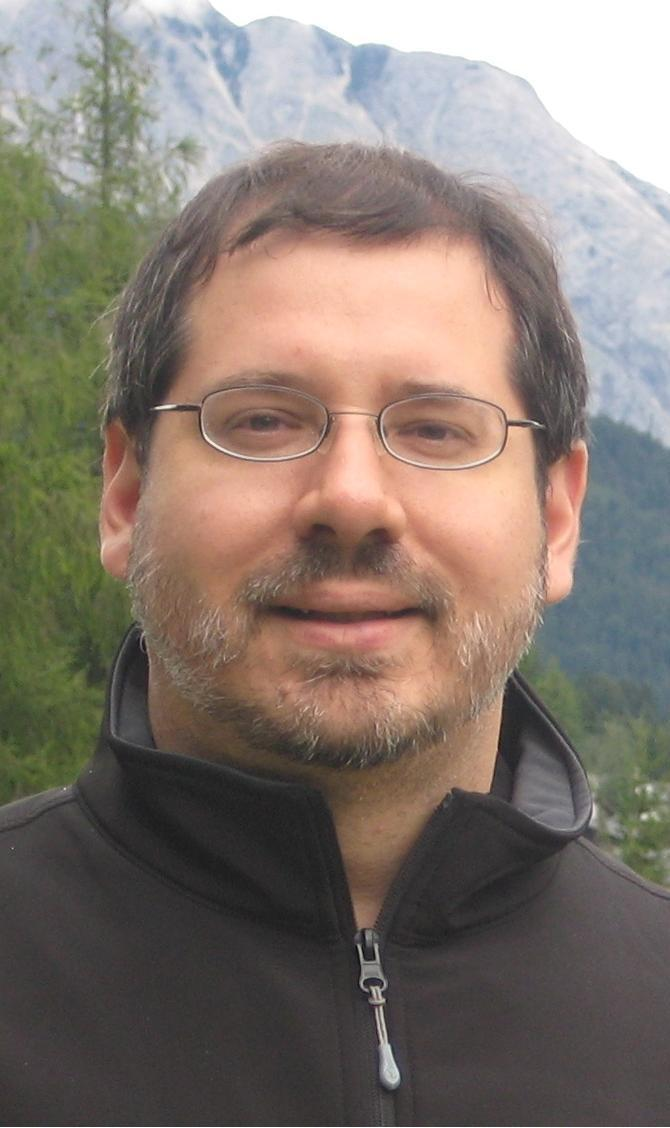
Leonardo Ciampa (Seefeld in Tirol, 2008)

Leonardo Ciampa (* 17. Januar 1971 in East Boston, Vereinigte Staaten) ist ein italienisch-US-amerikanischer Komponist, Organist, Pianist und Autor.

## Leben
Ciampa ist Composer-in-residence der Mechanics Hall in Worcester (Massachusetts). Er war künstlerischer Leiter der Orgelkonzerte des Massachusetts Institute of Technology (MIT) (2009–2016) und Gründer der MetroWest Choral Artists, einem Ensemble mit ausgebildeten Sängern. 2015 wurde er durch den Bischof von Gubbio, Mario Ceccobelli zum Ehrenmusikdirektor der Basilika des Heiligen Ubald in Gubbio ernannt.
Als Organist trat er an Kathedralen in Wien, New York City, Boston, Altenberg, Brandenburg, Tortona und Biella sowie an Basiliken in Rom, Turin, Loreto, Rieti und Gubbio auf. Er absolvierte zahlreiche Konzerttourneen durch Österreich, Deutschland, Italien sowie in der Schweiz und trat dort bei zahlreichen internationalen Festivals auf.
Als Pianist ist Ciampa für sein Chopininterpretationen bekannt.
Er hat eine große Anzahl an kammermusikalischer Werke im neoromantischen Stil und kirchenmusikalischer Werke geschrieben, darunter Carusiana für Klavier (für das hundertjährige Jubiläum von Enrico Caruso in Auftrag gegeben), die Kantate The Annunciation, und viel Orgelmusik.
Leonardo Ciampa trat auch als Buchautor in Erscheinung.

## Bücher
- Gigli. AMW Books, 2. Auflage 2019, ISBN 978-0-3595-8628-8.
- Don Lorenzo Perosi. AuthorHouse, 2006, ISBN 978-1-4259-3440-8.
- The Twilight of Belcanto (Including an Interview with Virginia Zeani). AuthorHouse, 2. Auflage 2005, ISBN 978-1-4184-5956-7.